# Posta Fibreno
Posta Fibreno – miejscowość i gmina we Włoszech, w regionie Lacjum, w prowincji Frosinone.
Według danych na rok 2004 gminę zamieszkiwały 1273 osoby, 141,4 os./km².